# Rathmannsdorf
Rathmannsdorf település Németországban, azon belül Szászország tartományban. Lakosainak száma 906 fő (2023. december 31.). Rathmannsdorf Bad Schandau és Sebnitz községekkel határos.

## Népesség
A település népességének változása:
| Lakosok száma | 917  | 931  | 893  | 920  | 906  |
|               | 2017 | 2019 | 2021 | 2022 | 2023 |